# Aarhus United
Aarhus United var en aarhusiansk håndboldklub, der fra 2017 til 2024 spillede i landets bedste kvindelige håndboldrække Damehåndboldligaen. Holdets hjemmebane var i Ceres Stadionhal, der har en kapacitet på 1.200 tilskuere.
Klubben fusionerede i juni 2024 med Aarhus HC, således at HC's herrehold og Uniteds kvindehold spillede under det nye klubnavn Aarhus Håndbold.

## Klubbens historie
Klubben blev stiftet i foråret 2017, efter at den daværende ligaklub SK Aarhus lukkede, grundet svækkende økonomi og hovedsponsoren i klubben trak sig. Folkene bag projektet Aarhus United fik sikret den nødvendige økonomi til klubben og Aarhus United overtog SK Aarhus' plads i Primo Tours Ligaen fra sæsonen 2017/18. Klubben hentede frem mod den første sæson, samtlige spiller fra de tidligere SK Aarhus, udlændingene Birna Berg Haraldsdóttir og June Bøttger, forsvarende DM-vindere Louise Kristensen og Ditte Vind fra NFH og ungdomslandstræner Heine Eriksen, som ny cheftræner.
Allerede i klubben første sæson som ligahold, havde holdet kvalificeret sig til semifinalen i DHF's Landspokalturnering 2017. Klubben vandt højest overraskende bronze ved turneringen, efter sejr i bronzekampen over topholdet København Håndbold.  Forinden havde den aarhusianske klub, bl.a avanceret efter at have slået Viborg HK i kvartfinalen og med en skrivebordsejr i ottendedelsfinalen over Odense Håndbold, der blev taberdømt i forbindelse med brug af en ikke-spilleberettiget Mie Højlund, på holdkortet. Holdet endte på en samlet 10. plads i sæsonen 2017-18, med i alt 12 point. 
Dog blev den efterfølgende sæsonen i 2019, et andet vendepunkt. Trods tidligt exit i pokalturneringen, spillede holdet sig overraskende i slutspillet i HTH Ligaen 2018-19, hvor højrebacken Celine Lundbye, var holdets topscorer ved sæsonafslutning med 142 mål. Holdet endte lige uden for semifinaleavancement og sluttede som samlet sekser. Holdet var midt i deres anden sæson, nærmere december 2018, blevet skrevet på Dansk Håndbolds såkaldte 'sorte liste', hvilket betyd, at klubben ikke må skrive kontrakter med spillere, før de får styr på økonomien. Klubben manglede ifølge kilder, godt 600.000 DKK i løbet af seks uger. I februar i 2019, løsrev klubben sig fra listen, i form af den nye hovedsponsor Vestjysk Bank.
I sæsonen 2019-20 endte klubben på en samlet 7. plads i ligaen, eftersom Coronaviruspandemien i marts 2020, spolere sæsonafslutningen. Klubben fik i maj samme år, muligheden for deltagelse i EHF European League i sæsonen 2020-21, efter klubberne Silkeborg-Voel KFUM og København Håndbold havde takket nej til tilbuddet, som følge af pandemiens konsekvenser. Klubbens bestyrelse meddelte den. 28. maj 2020, at de ligesom de andre klubber også havde takket nej, grundet manglende sammenhæng i klubbens økonomi.
Igen i oktober 2020 præsenterede klubben igen økonomiske problemer og manglende hovedsponsorer. Med hjælp fra sponsorer, investorer og lønnedgang fra spillere og trænere lykkedes det United, at få styr på klubbens økonomi gældende for sæsonen. Klubben endte igen som nummer 7 i ligaen, hvor holdet igen havde kvalificeret sig til slutspillet.
Gode resultater på banen for klubben, har i løbet af klubbens første sæsæoner, medført til landsholdsdebut- og betragtning for spillerne Celine Lundbye, Simone Petersen, Helena Elver og norske June Bøttger for Norges rekrutlandshold.
Klubben blev opløst efter 2023-23 sæsonen og fortsatte, efter fusioneringen med Aarhus HC, under navnet Aarhus Håndbold.

## Resultater
- DHF's Landspokalturnering
  - 2017:  Bronze

## Spillertruppen 2023/24
| Nr. | Navn                      | Nationalitet | Position     | I klubben siden |
| --- | ------------------------- | ------------ | ------------ | --------------- |
| 2   | Nicoline Sax              | Danmark      | Playmaker    | 2023            |
| 5   | Katarina Bjørnskau Berens | Norge        | Stregspiller | 2021            |
| 6   | Christina Hansen          | Danmark      | Stregspiller | 2022            |
| 7   | Emma Mogensen             | Danmark      | Playmaker    | 2017            |
| 8   | Aia Raadshøj              | Danmark      | Venstre back | 2023            |
| 9   | Frederikke Hedegaard      | Danmark      | Højre fløj   | 2018            |
| 10  | Mathilde Østergaard       | Danmark      | Venstre fløj | 2023            |
| 11  | Sophia Snogdal            | Danmark      | Venstre fløj | 2018            |
| 14  | Anna Wierzba              | Danmark      | Playmaker    | 2022            |
| 15  | Sofia Deen                | Danmark      | Playmaker    | 2023            |
| 16  | Louise Bak Jensen         | Danmark      | Målvogter    | 2021            |
| 17  | June Bøttger              | Norge        | Venstre fløj | 2017            |
| 18  | Mathilde Orkild           | Danmark      | Højre fløj   | 2022            |
| 24  | Julie Redkjær             | Danmark      | Højre fløj   | 2022            |
| 77  | Alberte Ebler             | Danmark      | Højre back   | 2023            |
| 86  | Sabine Englert            | Tyskland     | Målvogter    | 2022            |
| 97  | Isabella Fazekas          | Danmark      | Venstre back | 2024            |

## Transfers
| Danmark | Jeppe Vestergaard - Hentet i Skanderborg Håndbold       |
| Island  | Elín Þorsteinsdóttir - Hentet i EH Aalborg              |
| Danmark | Mathilde Guldager - Hentet i egne rækker                |
| Danmark | Line Berggren Larsen - Hentet i Skanderborg Håndbold    |
| Danmark | Anne Berggreen - Hentet i Skanderborg Håndbold          |
| Danmark | Ida Götzsche - Hentet i København Håndbold              |
| Danmark | Frederikke Waage-Jensen - Hentet i Skanderborg Håndbold |
| Danmark | Sarah Kirkeløkke - Hentet i Skanderborg Håndbold        |
| Danmark | Katrine Jacobsen - Hentet i Ajax København              |

| Danmark | Louise Bak Jensen - Skifter til Viborg HK           |
| Norge   | June Bøttger - Skifter til SønderjyskE Damehåndbold |
| Danmark | Christina Hansen - Skifter til Skanderborg Håndbold |

### Trænerteam
Trænerteamet gældende for sæsonen 2023-24.
- Cheftræner: Ole Jensen
- Assisttræner: Bjarne Jakobsen
- Målvogtertræner: Mads Andersen
- Holdleder: Dorthe Jonasson
- Fysioterapeut: Lasse Brøchner Hansen
- Fysisk træner: Michael Nyame

### Tidligere spillere
| - Louise Kristensen (2017-2018) - Anne-Sofie Ernstrøm (2017-2019) - Majbritt Toft Hansen (2017-2019) - Simone Petersen (2017-2019) - Ditte Vind (2017-2019) - Sofie Flader (2017-2020) - Celine Holst Elkjær (2017-2019) - Celine Lundbye Kristiansen (2018-2020) - Julie Pontoppidan (2017-2020) - Helena Elver (2018-2020) | - Stine Holm (2021-2023) - Charlotte Mikkelsen (2017-2021) - Cecilie Mørch Hansen (2019-2021) - Annika Meyer (2019-2021) - Martina Thörn (2019-2021) - Nora Persson (2019-2023) - Thea Stankiewicz (2021-2023) - Malene Aambakk (2022-2023) - Marielle Martinsen (2020-2023) - Birna Berg Haraldsdóttir (2017-2019) |

## Klubbens placeringer
| Sæson   | Grundspil | Række              | Pokalturnering    | Noter             |
| ------- | --------- | ------------------ | ----------------- | ----------------- |
| 2017/18 | 10.       | Damehåndboldligaen | Bronze            |                   |
| 2018/19 | 6.        | Damehåndboldligaen | Ottendedelsfinale | Slutspil          |
| 2019/20 | 7.        | Damehåndboldligaen | Kvartfinale       | Slutspil          |
| 2020/21 | 7.        | Damehåndboldligaen | Kvartfinale       | Slutspil          |
| 2021/22 | 10.       | Damehåndboldligaen | Ottendedelsfinale | Nedrykningsgruppe |
| 2022/23 | 8.        | Damehåndboldligaen | Ottendedelsfinale | Slutspil          |
| 2023/24 |           | Damehåndboldligaen | Kvartfinale       |                   |